# بلخنوناوات
البلخنوناوات (الاسم العلمي: Blechnoideae) هي أسرة من النبات تتبع الفصيلة البلخنونية من رتبة السرخسيات.

## أجناس البلخنوناوات
- البلخنون